# Grzbiet Adeński

Grzbiet Adeński i Grzbiet Szeby

Grzbiet Adeński (ang. Aden Ridge, Gulf of Aden Ridge, fr. Ride d'Aden) - fragment systemu śródoceanicznych grzbietów pomiędzy Afryką a Półwyspem Arabskim. Stanowi przedłużenie Grzbietu Środkowoindyjskiego oraz Grzbietu Arabsko-Indyjskiego.
Rozciąga się w kierunku równoleżnikowym (WSW-ENE), od uskoku transformującego Owena (ang. Owen Transform Fault) na wschodzie do węzła potrójnego Afar na zachodzie. Jego wschodnia część nazywana jest Grzbietem Szeby. Jest poprzecinany licznymi uskokami transformacyjnymi o przebiegu NE-SW. Największy z nich powoduje rozerwanie Grzbietu na dwie części.
Przecina północno-zachodnią część Oceanu Indyjskiego oraz Zatokę Adeńską.
Grzbiet Adeński oddziela płytę afrykańską (płytę somalijską) od płyty arabskiej.